# Ipecac Recordings
Ipecac Recordings – niezależna wytwórnia muzyczna założona w 1999 r. przez Mike’a Pattona (Faith No More, Mr. Bungle, Fantômas, Tomahawk) oraz G. Werckmana (eksmanagera wytwórni Alternative Tentacles, ekspracownika Mercury Records i Pick-A-Winner Management) w stanie Kalifornia (Orinda oraz Alameda).
Wytwórnia została założona w celu wydania pierwszego albumu grupy Fantômas, jednak aktualnie jest głównym promotorem i wydawcą takich grup, jak Melvins, Isis, Tomahawk, Guapo oraz szeregu projektów muzycznych samego Pattona.

## Dyskografia
| nr      | Zespół                              | Tytuł albumu                                                          |
| IPC-001 | Fantômas                            | Fantômas                                                              |
| IPC-002 | Melvins                             | The Maggot                                                            |
| IPC-003 | Maldoror                            | She                                                                   |
| IPC-004 | Melvins                             | The Bootlicker                                                        |
| IPC-005 | The Kids of Widney High             | Let's Get Busy                                                        |
| IPC-006 | Melvins                             | The Crybaby                                                           |
| IPC-007 | kid606                              | Down With the Scene                                                   |
| IPC-008 | The Lucky Stars                     | Hollywood & Western                                                   |
| IPC-009 | Ministry (nie wydano)               | Ministry Live – Psalm 69 Tour 1992                                    |
| IPC-010 | Neil Hamburger                      | Great Phone Calls                                                     |
| IPC-011 | Melvins                             | The Trilogy Vinyl                                                     |
| IPC-012 | Melvins                             | Gluey Porch Treatments                                                |
| IPC-013 | Eddie Def                           | Inner Scratch Demons                                                  |
| IPC-014 | Melvins                             | Colossus of Destiny                                                   |
| IPC-015 | eX-Girl                             | Back to the Mono Kero                                                 |
| IPC-016 | Sensational                         | Get on My Page                                                        |
| IPC-017 | Fantômas                            | The Director's Cut                                                    |
| IPC-018 | Tomahawk                            | Tomahawk                                                              |
| IPC-019 | Fantômas + Melvins                  | Millennium Monsterwork 2000                                           |
| IPC-020 | Melvins                             | Hostile Ambient Takeover                                              |
| IPC-021 | Melvins                             | 7” Black Stooges/Foaming (Fast Version)                               |
| IPC-022 | Melvins                             | 7” Dr. Geek / Return of the Spiders                                   |
| IPC-023 | Melvins                             | 7” Little Judas Chongo / Jerkin' Krokus                               |
| IPC-024 | Melvins                             | 7” The Fool, The Meddling Idiot / Promise Me                          |
| IPC-025 | Melvins                             | 7” The Brain Center at Whipples / Today Your Love, Tomorrow the World |
| IPC-026 | Melvins                             | 7” Foaming / Arnie                                                    |
| IPC-027 | Melvins                             | 7” The Anti-Vermin Seed                                               |
| IPC-028 | Steroid Maximus                     | Ectopia                                                               |
| IPC-029 | Skeleton Key                        | Obtainium                                                             |
| IPC-030 | Dälek                               | From Filthy Tongue of Gods and Griots                                 |
| IPC-031 | Phantomsmasher                      | Phantomsmasher                                                        |
| IPC-032 | Isis                                | Oceanic                                                               |
| IPC-033 | Moistboyz                           | III                                                                   |
| IPC-034 | Yoshimi & Yuka                      | Flower With No Color                                                  |
| IPC-035 | Ruins                               | Tzomborgha                                                            |
| IPC-036 | The Young Gods                      | Second Nature                                                         |
| IPC-037 | Kaada                               | Thank You for Giving Me Your Valuable Time                            |
| IPC-038 | Melvins                             | 26 Songs                                                              |
| IPC-039 | Pink Anvil                          | Halloween Party                                                       |
| IPC-040 | Tomahawk                            | Mit Gas                                                               |
| IPC-041 | Mondo Generator                     | A Drug Problem That Never Existed                                     |
| IPC-042 | Curse of the Golden Vampire         | Mass Destruction                                                      |
| IPC-043 | Queens of the Stone Age             | Songs for the Deaf                                                    |
| IPC-044 | Desert Sessions                     | Volume 9 & 10                                                         |
| IPC-045 | Fantômas                            | Delìrium Cordìa                                                       |
| IPC-046 | kid606                              | Kill Sound Before Sound Kills You                                     |
| IPC-047 | Melvins                             | Neither Here nor There                                                |
| IPC-048 | Bohren & der Club of Gore           | Black Earth                                                           |
| IPC-049 | End                                 | The Sounds of Disaster                                                |
| IPC-050 | Eyvind Kang                         | Virginal Co Ordinates                                                 |
| IPC-051 | Venomous Concept                    | Retroactive Abortion                                                  |
| IPC-052 | Trevor Dunn's Trio-Convulsant       | Sister Phantom Owl Fish                                               |
| IPC-053 | Flat Earth Society                  | Isms                                                                  |
| IPC-054 | Melvins + Lustmord                  | Pigs of the Roman Empire                                              |
| IPC-055 | Vincent & Mr. Green                 | Vincent & Mr. Green                                                   |
| IPC-056 | Dälek                               | Absence                                                               |
| IPC-057 | Isis                                | Panopticon                                                            |
| IPC-058 | Kaada / Mike Patton                 | Romances                                                              |
| IPC-059 | Guapo                               | Black Oni                                                             |
| IPC-060 | General Patton vs. The X-Ecutioners | General Patton vs. The X-Ecutioners                                   |
| IPC-061 | The Locust                          | Safety Second, Body Last                                              |
| IPC-062 | Fantômas                            | Suspended Animation (edycja limitowana)                               |
| IPC-063 | Melvins                             | Mangled Demos from 1983                                               |
| IPC-064 | Orthrelm                            | OV                                                                    |
| IPC-065 | Fantômas                            | Suspended Animation                                                   |
| IPC-066 | Ennio Morricone                     | Crime and Dissonance                                                  |
| IPC-067 | Messer Chups                        | Crazy Price                                                           |
| IPC-068 | East West Blast Test                | Popular Music for Unpopular People                                    |
| IPC-069 | Mugison                             | Mugimama, Is This Monkey Music?                                       |
| IPC-070 | Ghostigital                         | In Cod We Trust                                                       |
| IPC-071 | Mugison                             | Little Trip                                                           |
| IPC-075 | The Tango Saloon                    | The Tango Saloon                                                      |
| IPC-076 | Melvins                             | A Live History of Gluttony and Lust Houdini Live 2005                 |
| IPC-077 | Peeping Tom                         | Peeping Tom                                                           |
| IPC-078 | The Golding Institute               | Final Relaxation                                                      |
| IPC-079 | Kaada                               | Music for Moviebikers                                                 |